# 豊栄区
もしかして
- 北区 (新潟市)

ではありませんか？